# Janko Kráľ

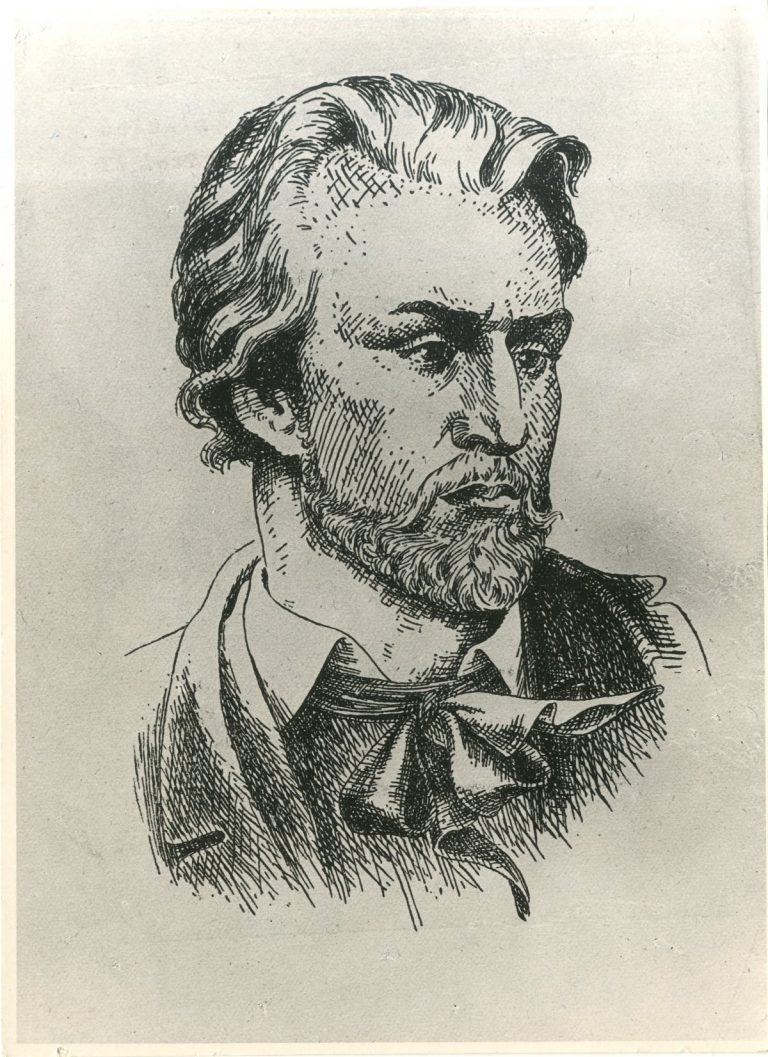
Janko Kráľ

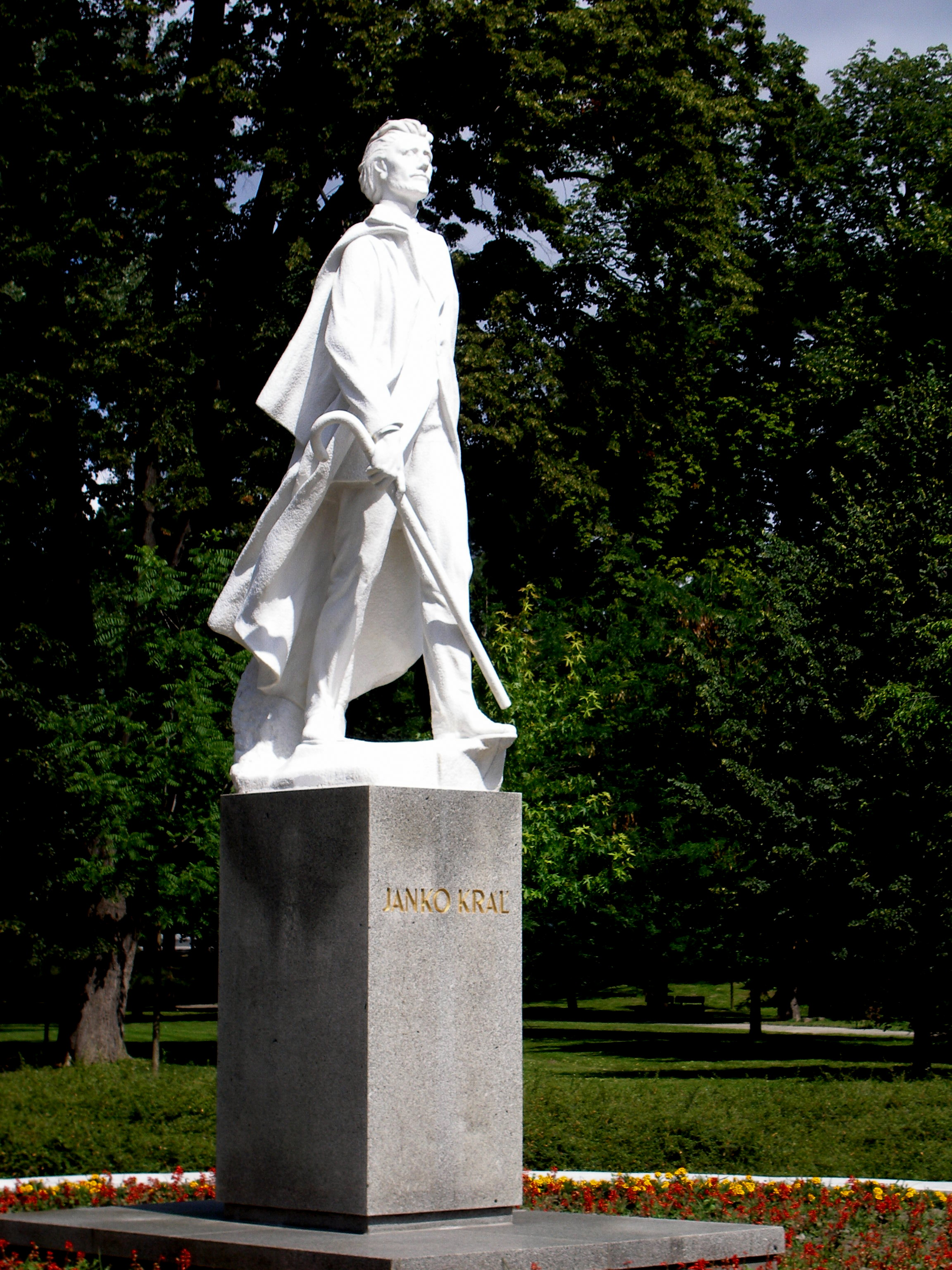
Statue von Janko Kráľ in Bratislava

Janko Kráľ (* 24. April 1822 in Liptovský Mikuláš, Königreich Ungarn, heute Slowakei; † 23. Mai 1876 in Zlaté Moravce, Österreich-Ungarn) war ein slowakischer romantischer Dichter, Schriftsteller der Štúr-Generation, nationaler Aktivist und Teilnehmer der Revolution von 1848/49.

## Leben
Kráľ wurde in der Familie eines Wirts und Metzgers geboren. Er besuchte die unteren Schulen unter Liptovský und Gemer, dann studierte er an den Lyzeen von Leutschau (1837–1841), Käsmark (1841–1842) und Pressburg (1842–1844). Aus Protest gegen den Widerruf von Ľudovít Štúr am Lyzeum von Pressburg brach er aber seine Studien ab und half Mikuláš Liptovský, den Verein Tatrín zu gründen.
1845 begann er bei einer Anwaltskanzlei in Pest zu arbeiten. Während der Revolution von 1848/49 wurde er mehrfach verhaftet wegen Aufhetzung des slowakischen Volks gegen die Magyaren. Nach der Niederlage der Revolution arbeitete er als Regierungskommissar, Schreiber, Hilfsbeamter und Assessor, bevor er 1867 aus dem Staatendienst entlassen wurde. Nachdem er das Staatsexamen geschafft hatte, arbeitete bis zu seinem Tod als Schreiber für eine Anwaltskanzlei in Zlaté Moravce. Er starb an Typhus und wurde in einem Massengrab begraben. Deshalb besteht am Nationalfriedhof Martin nur ein leeres Grab.

## Werke
Sein Werk lässt sich der Epoche der Romantik zuordnen. Anfangs schrieb er noch auf Tschechisch, ab den 1840er Jahren stieg er auf Slowakisch um. Er schrieb zunächst epische Gedichte mit historischen Themen, wechselte jedoch später zur slowakischen mündlichen Tradition. In der breiten Öffentlichkeit ist er für seine Lieder und Balladen bekannt. Nach der Revolution schrieb er seltener, da er eher zurückgezogen lebte.

### Poesie (Auswahl)
- Dráma sveta („Drama der Welt“)
- Orol („Adler“)
- Duma bratislavská („Pressburger Gedicht“)
- Kríž a čiapka („Kreuz und Mütze“)
- Tri vŕšky („Drei Hügel“)
- Šahy („Eipelschlag“)
- Jarná pieseň („Frühlingslied“)
- Duma slovenská na pamiatku zjazdu turčiansko-sv. martinského 6. júna („Slowakisches Gedicht zur Erinnerung an die Versammlung in Turz-St. Martin am 6. Juni [1861]“)

### Balladen (Auswahl)
- Zverbovaný („Angeworben“)
- Zakliata panna vo Váhu a divný Janko („Verzauberte Jungfrau in der Waag und seltsamer Janko“)
- Pán v tŕní („Herr im Dorn“)
- Povesť („Sage“)
- Skamenelý („Petrifiziert“)

## Ehrungen
Ein Gymnasium in seinem Sterbeort Zlaté Moravce ist nach Janko Kráľ benannt. Des Weiteren trägt ein Stadtpark in Bratislava-Petržalka seinen Namen. Am 1. Juli 2024 wurde ein Asteroid nach ihm benannt: (7076) Divnýjanko.